# IOGT-NTO-rörelsen
IOGT-NTO-rörelsen är ett samlingsnamn för IOGT-NTO, Ungdomens Nykterhetsförbund (UNF), Junis (IOGT-NTOs Juniorförbund) och Nykterhetsrörelsens Scoutförbund (NSF). 
Tillsammans organiserar dessa fyra förbund nästan 60 000 människor i Sverige. Organisationerna har sina kanslier på Stora Essingen i Stockholm.

## Internationellt samarbete
Alla fyra förbund är medlemmar av Movendi International. Dessutom är UNF och NSF medlemmar i Active, vilket är en paraplyorganisation för europeiska nykterhetsförbund för ungdomar. UNF och NSF är även medlemmar i NORDGU som är en nordisk paraplyorganisation för nykterhetsförbund för ungdomar.

## IOGT-NTO-rörelsens Internationella Insititut, III
De fyra förbunden i IOGT-NTO-rörelsen är tillsammans huvudmän för IOGT-NTO-rörelsens Internationella Institut (III). Detta är en biståndsorganisation som driver utvecklings- och informationsprojekt i samarbete med lokala samarbetspartners i Östafrika, Syd- och Sydostasien samt Östeuropa. Förutom huvudmännen i IOGT-NTO-rörelsen, finansieras verksamheten även av Sida, Radiohjälpen och insamlade medel.